# لونغاس
بلدية لونغاس (بالإسبانية: Longás) هي بلدية تقع في مقاطعة سرقسطة التابعة لمنطقة أراغون شمال شرق إسبانيا.

## الديموغرافيا
بلغ عدد سكان بلدية لونغاس 32 نسمة عام 2011 (وفقاً للمعهد الوطني الإسباني للإحصاء).
| 42 | 49 | 52 | 50 | 43 | 39 | 32 |